# لايكا (سيجارة)
لايكا ((بالروسية: Лайка)‏) هي علامة تجارية سوفيتية للسجائر، تُصَنِّعها العديد من شركات التبغ السوفيتية، و لكن من أبرزها شركة "تاباتشنايا فابريكا دوكات موسكو" و شركة "تاباتشنايا فابريكا رقم 1 لينينغراد". تم تسمية العلامة التجارية على اسم الكلبة التي تم إرسالها إلى الفضاء لايكا التابعة لاتحاد الجمهوريات الاشتراكية السوفياتية، وهي أول حيوان يتم إطلاقه في المدار.

## تاريخ
تم تصنيع سجائر لايكا في عام 1967 تكريمًا للكلبة لايكا التي أرسلت إلى الفضاء بواسطة برنامج الفضاء السوفييتي. تم إنتاج السجائر تحت إشراف و بموافقة وزارة الصناعات الغذائية. تم بيع السجائر بشكل رئيسي في الاتحاد السوفيتي ، ولكن أيضًا كانت تُباع في المملكة المتحدة وجمهورية بلغاريا الشعبية وفنلندا كمنتجات معفاة من الرسوم الجمركية.
تم إنتاج عدد بسيط من الإعلانات التليفزيونية لسجائر لايكا.
من غير المعروف متى تم إيقاف إنتاج هذه العلامة التجارية بالضبط، و لكن من المتوقع أنَّ سجائر لايكا توقف تصنيعها عند تفكك الاتحاد السوفيتي . لكن من المعروف أن السجائر كانت تباع حتى الثمانينات من القرن الماضي.

## التعبئة والتغليف
تأتي العبوة بمزيج من اللونين الأزرق والأبيض، و تحتوي على صورة لايكا على جزء الأمام من العبوة مع كتابة "Лайка" ("لايكا") أسفلها باللغة الروسية، بالإضافة إلى صورة سبوتنيك 2 و شعار المطرقة و المنجل الموجود على الصاروخ الذي كانت فيه، و القمر و نجوم متنوعة، تمثل الفضاء. الجزء الخلفي يحتوي على رسالة مكتوبة باللغة الروسية، بالإضافة إلى ختم الموافقة، وتاريخ إنشاء العبوة، وعدد السجائر في العبوة (٢٠)، وكتابة "صنع في يو. إس. إس. آر." باللغة الإنجليزية.

## أنظر أيضا
- التدخين في روسيا
- تدخين التبغ
- درينا (سيجارة)
- إليتا (سيجارة)
- فلتر 57 (سيجارة)
- جولواز
- جادران (سيجارة)
- لوفسين (سيجارة)
- مورافا (سيجارة)
- شريك (سيجارة)
- سمارت (سيجارة)
- الوقت (السيجارة)
- سوبراني
- جين لينغ
- إل دي (سيجارة)
- والتر وولف (سيجارة)